# Copp's Hill

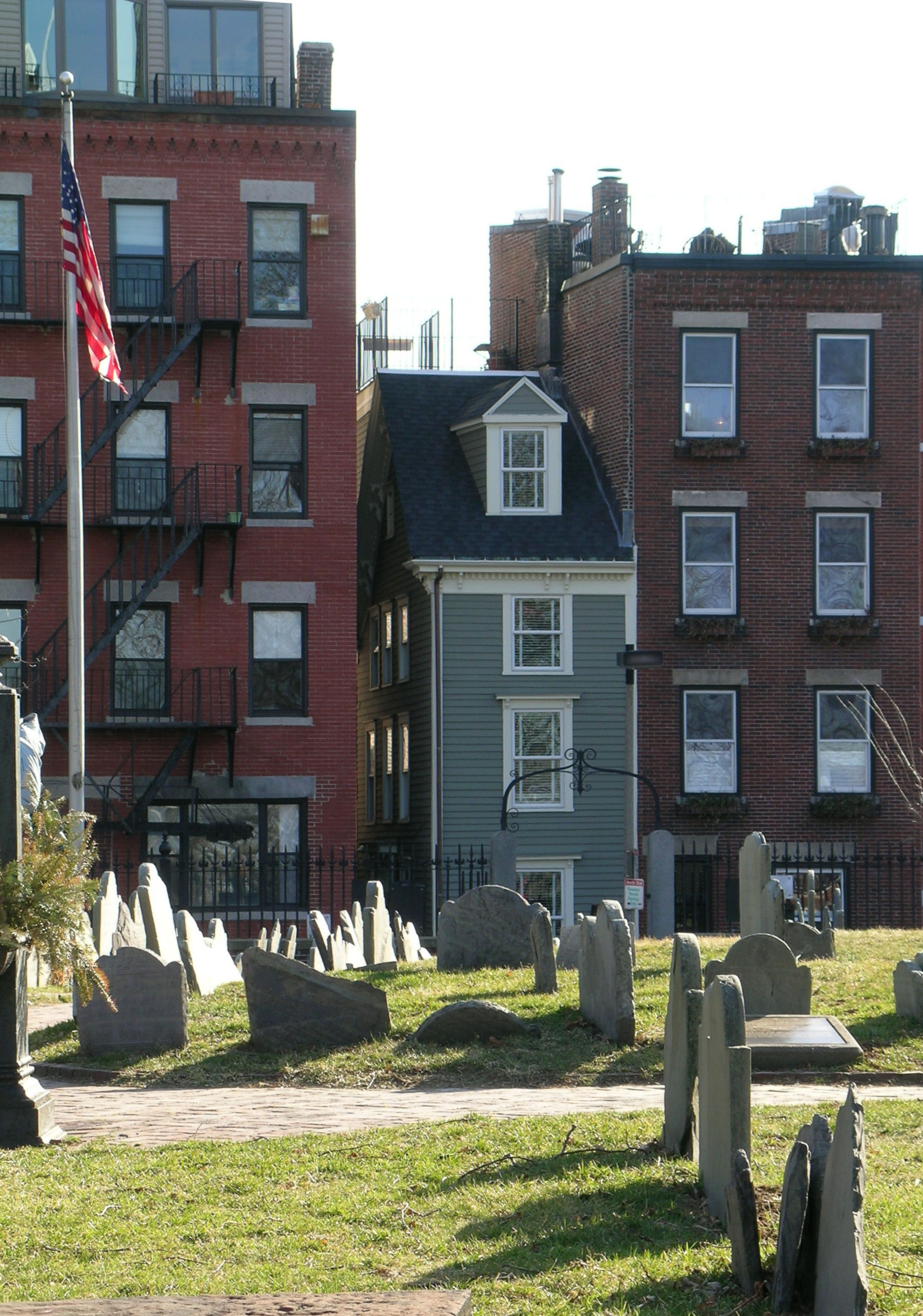
La Skinny House avec le Copp's Hill Burying Ground au premier plan.

Copp's Hill est une colline dans le quartier de North End de Boston, dans le Massachusetts. La colline doit son nom à William Copp, un cordonnier autrefois propriétaire du terrain. Le Copp's Hill Burying Ground, un cimetière, est un site du Freedom Trail.